# David John Wilson
Pour les articles homonymes, voir David Wilson et Wilson.
Pas d'image ? Cliquez ici

a Compétitions nationales et continentales officielles uniquement.

b Matchs officiels uniquement.
David John Wilson, né le 4 janvier 1967 à Brisbane, est un joueur de rugby à XV australien ayant joué 79 matchs avec l'équipe d'Australie. Il joue au poste de troisième ligne aile.  

## Biographie
David John Wilson effectue son premier test match le 13 juin 1992 contre l'équipe d'Écosse, et son dernier test match le 26 août 2000 contre l'Afrique du Sud.
Il participe aux Coupes du monde 1995 et 1999, remportant cette dernière.
En club, après un début de carrière avec les Easts Tigers, il dispute le Super 12 avec les Queensland Reds entre 1996 et 2000. Il joue ensuite une saison club anglais des Harlequins en 2000-2001, avant d'arrêter sa carrière à la suite d'une grave blessure au genou subie en finale du Challenge européen,.

## Palmarès

### En club
- Vainqueur du Challenge européen en 2001 avec les Harlequins

### En équipe nationale
- Vainqueur de la Coupe du monde en 1999
- Vainqueur du Tri-nations en 2000

## Statistiques internationales
- Nombre de matchs avec l'Australie : 79
- 13 essais
- Nombre de tests par saison : 8 en 1992, 8 en 1993, 6 en 1994, 5 en 1995, 11 en 1996, 10 en 1997, 12 en 1998, 12 en 1999 et 7 en 2000.